# Ebla
Vous lisez un « bon article » labellisé en 2013.
Sauf précision contraire, les dates de cet article sont sous-entendues « avant l'ère commune », c'est-à-dire « avant Jésus-Christ ».
Ebla (arabe : إبلا ʾĪblā) (ou Tall Mardikh, arabe : تل مرديخ Tall Mardīḵ) est une ancienne ville de la Syrie des IIIe et IIe millénaires av. J.-C., dont les ruines se trouvent à l'emplacement du site archéologique de Tell Mardikh. Il se situe à 60 km au sud d'Alep sur la route de Hama, après la bifurcation en direction de Lattaquié, où il occupe une position stratégique, à la porte d'un col commandant l'accès à la mer Méditerranée.
Le site qui se présente sous la forme d'un tell ovale de 60 hectares dominé par une acropole centrale a été découvert en 1964 et ses vestiges mis au jour par les équipes du professeur Paolo Matthiae (de l'université La Sapienza de Rome) en 1968.
Ebla, dès le IIIe millénaire av. J.-C., est une riche cité. Ses rois commencent à partir de 2 500 av. J.-C. à étendre leur domination sur le Moyen Euphrate et sur une partie de la Syrie. Les fouilles ont permis de mettre au jour une salle d'archives, riche de plus de 17 000 tablettes et fragments de tablettes d'argile gravées en sumérien et en éblaïte, la langue locale. Ces textes ont fourni des informations précieuses sur l'économie, le commerce et l'industrie, l'administration et la diplomatie, de ce puissant royaume oublié : des archives économiques, des traités d'alliance avec les États voisins, des relations de guerre et de paix, des épopées et des hymnes religieux. Ebla fut l'une des plus puissantes cités-États de la Syrie entre 2500 et 2400 av. J.-C.
Il est possible de visiter les vestiges dégagés de palais et de plusieurs temples et autres édifices. Alors que la documentation écrite concerne les XXVe et XXIVe siècles av. J.-C., les monuments, les objets et œuvres d'art dégagés datent essentiellement du début du IIe millénaire av. J.-C., la dernière période pendant laquelle Ebla florissait avant sa destruction finale.

## Redécouverte, fouilles et dégradations

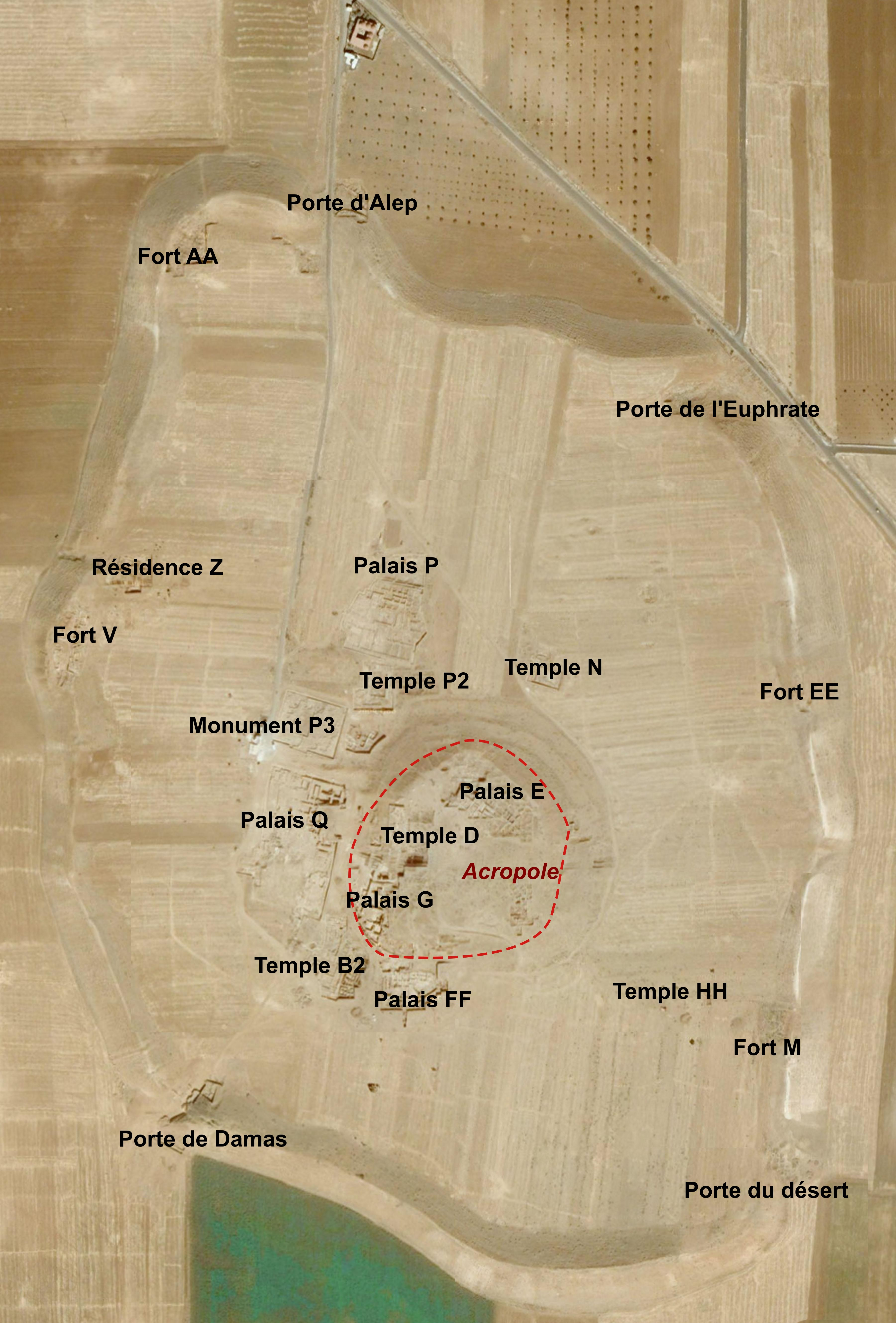
Vue aérienne du Tell Mardikh en 2005, avec la localisation des principales zones fouillées.

Le site de Tell Mardikh commence à être fouillé par une équipe archéologique italienne dirigée par Paolo Matthiae en 1964, dans le but de trouver des informations sur la Syrie intérieure du IIe millénaire. Après de premières campagnes ne fournissant que des résultats modestes, une statue portant une inscription est découverte en 1968 et permet l'identification du site fouillé : il s'agit de l'antique ville d'Ebla, capitale d'un royaume déjà connu par plusieurs textes, dont on recherchait depuis plusieurs décennies la localisation. Les fouilles du site connaissent surtout une grande notoriété en 1975, quand sont mis au jour plus de 14 000 tablettes et fragments de tablettes datant d'environ 2400 av. J.-C., période pour laquelle on n'imaginait pas alors qu'il existait en Syrie une administration ayant recours à l'écriture cunéiforme, région qui était tenue pour être « en retard » par rapport à la Basse Mésopotamie. Une polémique éclata même lorsque des journaux anglo-saxons prétendirent que ces archives révélaient des informations sur le temps des patriarches de la Bible, et que le gouvernement syrien cherchait à les occulter. La polémique retomba finalement une fois les tablettes publiées, et qu'il fut prouvé qu'elles n'avaient que des rapports très lointains avec la Bible. Les fouilles ne mirent au jour que peu d'espaces datant du IIIe millénaire et dégagèrent essentiellement des bâtiments du début du IIe millénaire. Elles se sont poursuivies encore chaque année sous la direction de Paolo Matthiae, jusqu'à leur interruption par la guerre en  2011, et apportent de nouvelles informations précieuses sur la culture de la Syrie intérieure du IIe millénaire. Il en est de même pour l'édition et surtout l'analyse des tablettes du IIIe millénaire, réalisées notamment par Alfonso Archi, Pelio Fronzaroli ou Giovanni Pettinato.

### Guerre civile syrienne
Depuis le début de la guerre civile syrienne en 2011, les fouilles du site ont été abandonnées. Le site a été investi par des groupes armés, et il a rapidement fait l'objet de fouilles clandestines, dans des nécropoles encore non explorées par les fouilles régulières. Des analyses d'images satellites du site datant de 2014 indiquent que les zones fouillées ont été profondément dégradées, si ce n'est détruites, avec des engins mécanisés, et que les fouilles clandestines se sont étendues sur une surface très large, où sont repérables de nombreuses fosses.

## Le royaume d'Ebla durant la période «proto-syrienne» (c. 2500-2300 av. J.-C.)
Le premier niveau d'habitation du site (Mardikh I) correspond à la seconde moitié du IVe millénaire. Le second niveau (Mardikh II) couvre la majorité du IIIe millénaire. Il est divisé en plusieurs sous-périodes ; le niveau II A correspond au premier grand développement de la ville, entre 3000 et 2500 environ, qui marque le début de la période dite « proto-syrienne ». Le niveau II B couvre la seconde moitié du IIIe millénaire, soit l'Âge du bronze ancien, correspondant à la période des dynasties archaïques III, ainsi qu'aux périodes des empires d'Akkad et d'Ur III de Basse Mésopotamie. Cette seconde sous-période est avant tout connue grâce aux nombreuses tablettes documentant la vie du royaume vers les XXVe – XXIVe siècles (niveau Mardikh II B1), qui ont fait la renommée du site. Il s'agit de l'apogée d'Ebla en tant que puissance politique.

### Le palais royal et les archives

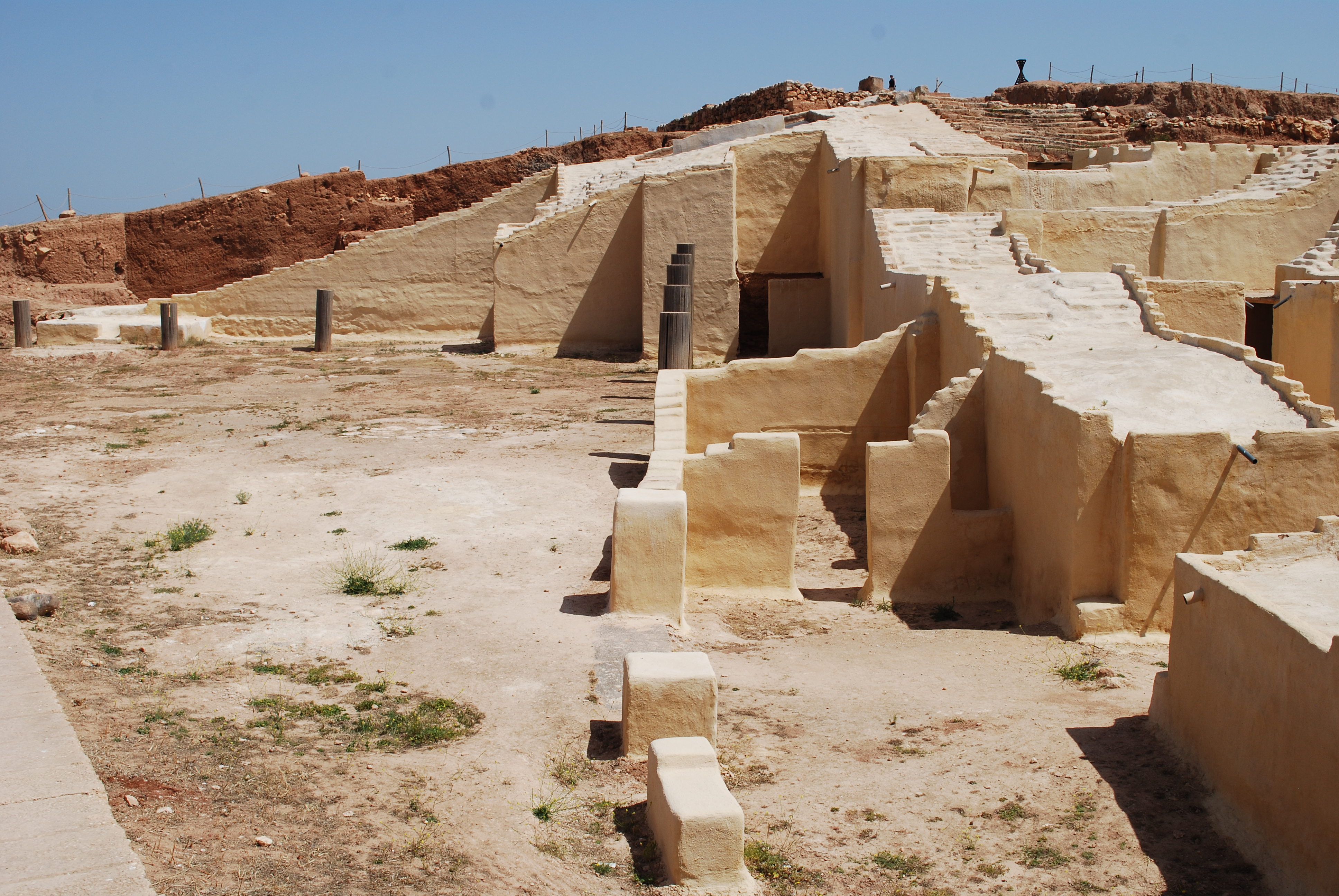
Ruines du « palais G », le palais royal de la période proto-syrienne.

Les archéologues ont fouillé peu de bâtiments datant de la période proto-syrienne. Le mieux connu est le « palais G », datant du XXIVe siècle, situé au centre de l'Acropole. Il s'agit du plus ancien palais connu en Syrie. Les structures identifiées sur ce tell pour la phase antérieure, doivent correspondre à un premier état de cet édifice, contemporain de l'émergence de la royauté à Ebla : sur la pente sud, le bâtiment G2 avait sans doute une fonction de stockage ; au nord-est du secteur palatial, c'est une construction comprenant une grande quantité de silex, qui devait servir d'atelier de production et d'espace de stockage. Le palais de l'époque proto-syrienne devait s'étendre sur environ 10 000 m2 sur le secteur nord de la colline, disposer d'au moins un étage, mais seuls quelques secteurs ont pu être dégagés, couvrant 2 500 m2. Quelques parties ont pu être identifiées. D'abord le « quartier administratif », au sud, au pied de l'acropole où se trouvait la chancellerie avec ses archives. S'y trouvait une petite cour intérieure, disposant d'un portique sur son côté sud. Une pièce disposée au sud de ce secteur était sans doute la salle du trône, autour de laquelle ont été récemment mis au jour des petites pièces, où ont été trouvés divers objets. On a également mis au jour une cuisine dans ce secteur. La « cour des audiences », située plus en hauteur, dominait la ville et était reliée au secteur précédent par une porte monumentale. Elle a pu servir de place publique assurant la jonction entre l'espace public et le palais proprement dit. Ses façades étaient apparemment bordées de portiques à colonnes en bois, au moins sur deux côtés. Un podium se trouvant sous le portique nord a dû supporter le trône du roi lors des audiences. Sur le côté nord, la cour conduisait vers un bâtiment faisant partie du palais. Sur le côté est, elle ouvrait sur l'accès principal au palais royal, par une porte monumentale ouvrant sur un escalier menant au sommet de l'acropole. Un complexe situé au sud a quant à lui pu servir de résidence aux dignitaires du palais.

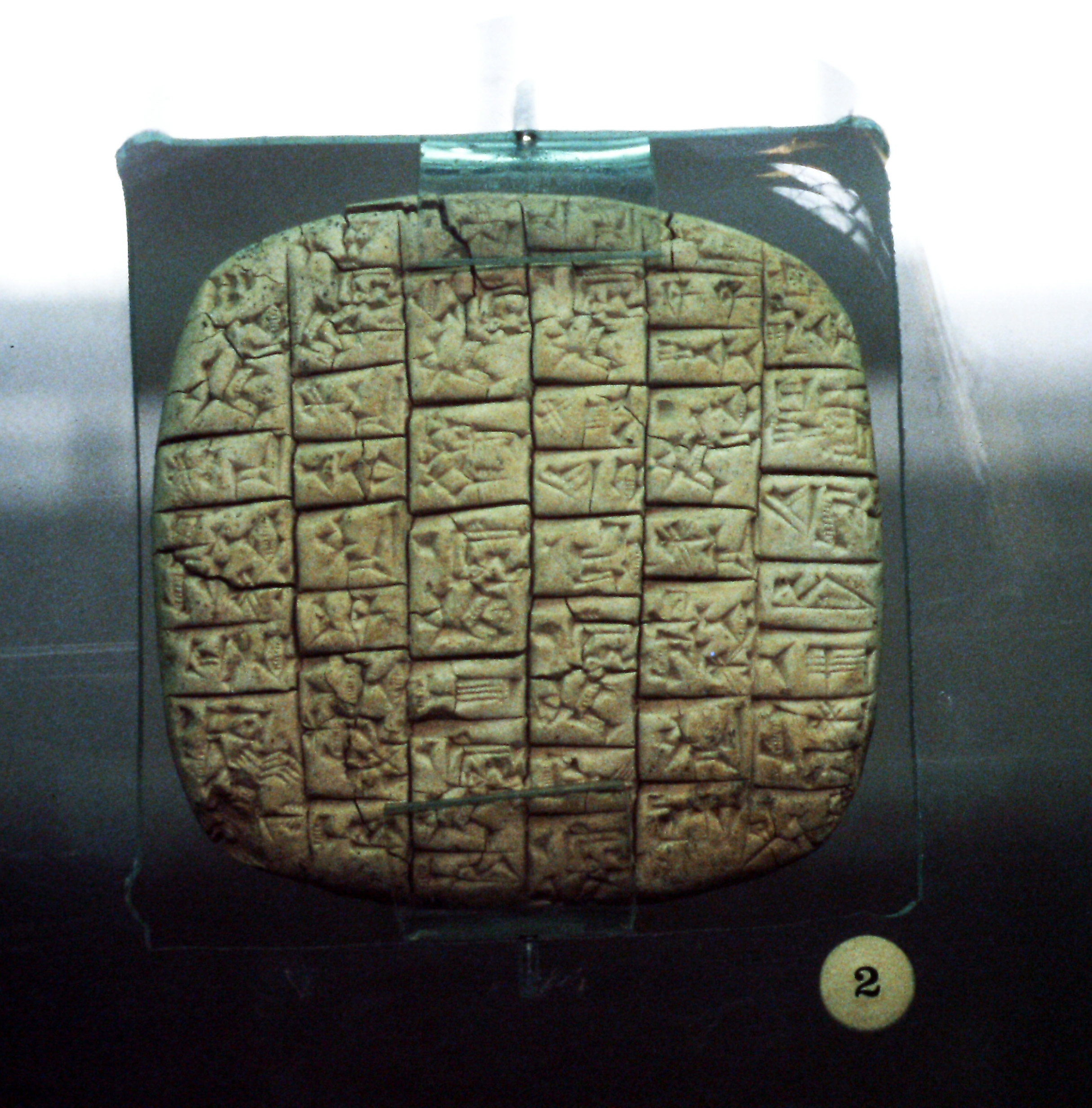
Tablette provenant des archives d'Ebla, Musée national d'Alep.

C'est dans le quartier administratif qu'ont été exhumées la plupart des tablettes des archives royales de cette période. La grande majorité a été retrouvée dans la « salle des archives », comprenant environ 14 700 tablettes et fragments de tablettes, dont au moins 1 700 tablettes complètes et 9 500 avec des lacunes. Il s'agit d'une salle rectangulaire. Les tablettes étaient disposées par groupe de quinze, sur trois rangées d'étagères de bois (80 cm de profondeur et 50 cm de hauteur environ) alignées le long des murs nord et est. La face principale des tablettes était tournée vers l'extérieur, les plus grandes étant posées sur le sol. Elles étaient classées de façon thématique, et sont restées disposées ainsi après l'incendie qui a ravagé le palais lors de sa destruction, malgré la disparition des étagères. Sur le mur est se trouvaient les tablettes enregistrant les livraisons de tissus. Dans l'angle se trouvaient les tablettes relatives à des livraisons de métaux précieux et de cuivre. Le long du mur nord, l'étagère supérieure portait les listes lexicales sumériennes et des textes de chancellerie (décrets royaux, donations, traités). Les autres étagères portaient des comptes rendus relatifs à l'agriculture et à l'élevage, ainsi que des listes bilingues éblaïte/sumérien. Le vestibule de la salle des archives a livré d'autres tablettes. D'autres pièces du palais ont fourni des lots de tablettes conséquents : environ 900 dans le portique est de la cour des audiences (beaucoup de tablettes de livraisons alimentaires - farine et huile) et 500 dans un magasin de forme trapézoïdale du quartier administratif. En tout, plus de 17 000 tablettes et fragments ont été mis au jour, mettant en lumière les activités de l'administration du palais durant les trois derniers règnes précédant la destruction du site. Les tablettes étaient rédigées majoritairement en sumérien, langue d'un peuple vivant en Basse Mésopotamie, qui était alors la plus prestigieuse culturellement dans le Moyen-Orient, mais également dans une langue sémitique locale inconnue auparavant, qui a finalement été baptisée « éblaïte ».

### Institutions et administration du royaume éblaïte

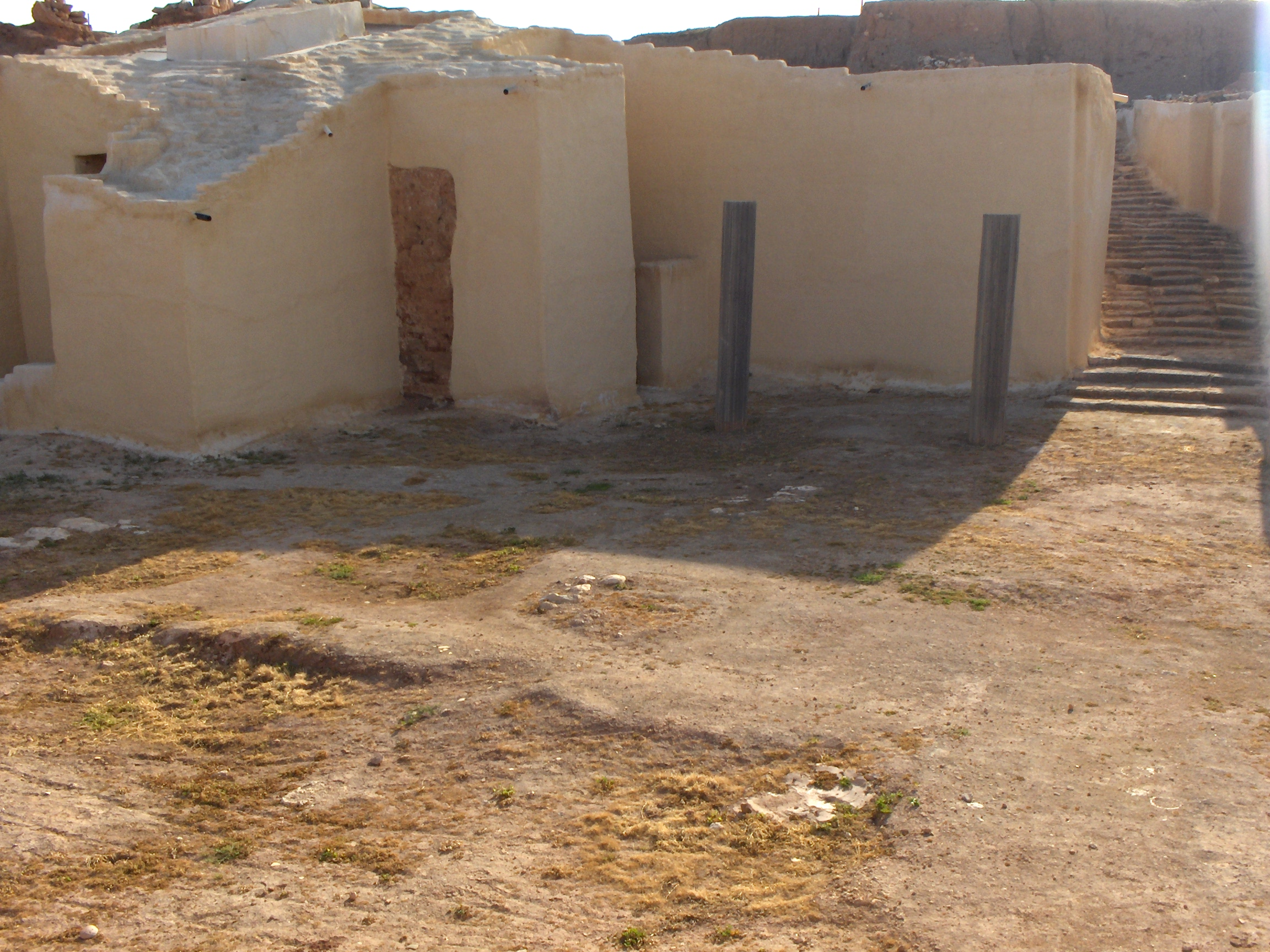
La « cour des audiences » du palais royal.

L'État éblaïte était dirigé par le résident principal du palais, le roi. Il portait le titre sumérien de EN, habituellement traduit par « seigneur » (porté également par le roi d'Uruk), qui correspond à l'éblaïte malkum/malikum. Trois règnes sont documentés par les archives du palais : ceux d'Igrish-Halam, d'Irkab-Damu et d'Isar-Damu, dont les durées de règnes sont encore mal connues. Une liste des rois précédents a pu être établie, notamment à partir de tablettes de listes de rois relatives au culte des ancêtres dynastiques. L'épouse principale du roi (la reine, maliktum) jouait un grand rôle, notamment religieux.
Un rituel royal qui correspondait au moins en partie à des noces royales est bien connu. Son interprétation est très débattue, car il semble bien qu'il comprenne également l'intronisation du roi, non mentionnée dans les tablettes le décrivant qui nous sont disponibles, mais dont l'association à la première cérémonie est évidente dans des documents administratifs ; on comprend mal l'association entre le mariage et l'intronisation, qui ne semble pas due à des circonstances particulières. Quoi qu'il en soit, ce rituel durait au moins sept jours, durant lesquels le couple royal et les principaux dignitaires du royaume se rendaient en différents lieux : le temple du dieu Kura, patron du royaume, puis le mausolée dynastique, avant de revenir au palais pour effectuer d'autres rituels, présentant souvent un caractère agraire, avant que les noces ne soient conclues par un grand banquet précédant la consommation du mariage.

« Quand le dieu Soleil s’avance vers la porte de la chambre de Kura, la reine est assise à la gauche du roi. Le roi et la reine portent les vases d’huile quand les dieux et les souverains entrent dans leurs deux chambres. Le roi et la reine ne donnent pas les provisions quand les dieux et les souverains se tiennent dans leur chambre. Pendant qu'ils sont assis sur les trônes de leurs pères, le soir précédent les provisions ont été remises... tandis qu’ils restent dans le mausolée pour leurs rites de sept jours, quatre vêtements à la manière de Mari sont tissés pour Kura et Barama, pour le roi et pour la reine. (...) Personne ne mange les premiers-nés du troupeau du roi et de la reine. Puis la reine mange les premiers nés [du troupeau] du roi et alors leurs premiers-nés ils mangent aussi (...). Tandis que le roi fait dans le temple un sacriﬁce à la divinité de Shagish, une statue est érigée pour l’esprit protecteur du roi, une statue est érigée pour l’esprit protecteur de la reine, telle qu’elle a été composée et produite par les fabricants de statues. Le roi offre sur une coupe dans sa main un simulacre d’argent de la déesse Ishkhara en bois de buis avec la tête en argent et la ceinture en argent. Le roi sur une coupe dans sa main offre un simulacre de la Lionne en bois de buis avec la tête en argent et la ceinture en argent et la chaîne... et nous restons là pour deux cérémonies de sept jours et sept jours. Quand nous avons célébré pour ce jour leur cérémonie de sept jours, la tête de Kura est voilée et le roi et la reine sortent. Puis ils retournent au temple des dieux pour manger les cabris de l’offrande. »

— Extrait du rituel royal d'Ebla.
Dans les documents à notre disposition, le rôle du souverain est essentiellement religieux ; il incarnait le royaume, notamment dans les relations internationales où sa famille est intégrée dans les alliances interdynastiques (voir plus bas). Sa légitimité s'appuyait notamment sur le culte des ancêtres dynastiques divinisés, auxquels on offrait régulièrement des sacrifices. La cité de Darib semble avoir joué un rôle important dans ce culte funéraire, et les rois y étaient peut-être enterrés.
L'administration du royaume était dirigée par une dizaine de personnages appelés LUGAL, terme sumérien signifiant « grand homme ». Il désignait en Basse Mésopotamie des personnages de rang royal, mais dans le contexte éblaïte ce n'était pas le cas, et on le traduit par « seigneur » (qui devait être rendu en éblaïte par ba'lum). Ces dignitaires dirigeaient le personnel dépendant du palais. Ils apparaissent surtout dans les tablettes d'enregistrement des dons et contributions (mu-DU) qui sont dirigés vers les entrepôts royaux. Ils étaient une vingtaine au maximum, mais leur nombre a diminué et ils n'étaient plus que douze lors de la fin du royaume. À partir du règne d'Irkab-Damu, un de ces personnages, Arrukum, prend progressivement seul la direction de l'administration du royaume. Il devient alors une sorte de premier ministre, ou « vizir ». Le roi perd alors une grande partie de son rôle politique. Arrukum est ensuite remplacé par Ibrium peu avant la mort d'Irkab-Damu. Il reste à ce poste une quinzaine d'années, avant que son propre fils Ibbi-Zikir ne prenne sa place à sa mort, pour environ dix-sept ans. Ce vizir dirige lui-même les armées du royaume.
D'autres personnages importants dans l'administration d'Ebla étaient les « Anciens » (ÁB.BA), sans doute une quarantaine de notables locaux. Par ailleurs, le palais royal administrait le territoire avec une cohorte de scribes entretenant ses archives, réalisant la comptabilité. Il existait un réseau de fonctionnaires chargés de superviser les différentes activités économiques du palais (appelés UGULA dans les textes). Les communautés ne dépendant pas directement de cet organisme devaient s'acquitter de redevances en nature (grain et huile notamment).
Finalement, même si la nature de la royauté éblaïte reste encore mal connue par bien de ses aspects, il est clair qu'il ne s'agissait pas d'un système autocratique dans lequel le souverain exerçait un pouvoir incontesté. Il devait composer avec plusieurs membres de l'oligarchie du royaume, en premier lieu le groupe des LUGAL dont une lignée finit par prendre une partie des pouvoirs régaliens. Ebla était donc dominée par un groupe d'élites ayant la main sur les affaires politiques et économiques.

### Ebla dans les relations internationales

Ebla et les sites principaux de la Syrie et de la Haute Mésopotamie de la seconde moitié du

Malgré leur caractère essentiellement administratif, les archives du palais royal d'Ebla nous donnent des informations sur le contexte international de la période, grâce à la présence d'actes de chancellerie (des lettres diplomatiques et un traité de paix) et d'enregistrements des entrées et sorties de présents effectués dans le cadre des relations diplomatiques. Néanmoins, ces textes sont souvent peu explicites, et il est difficile de les situer dans l'ordre chronologique interne, en encore plus de trouver les correspondances avec les événements attestés par les sources provenant d'autres sites contemporains. De ce fait, de nombreuses incertitudes demeurent.
Les relations internationales d'Ebla apparaissent essentiellement marquées par sa rivalité avec le plus puissant royaume situé dans son voisinage, Mari, localisé à sa frontière orientale et dominant la région du moyen Euphrate. À la fin du XXVe et au début du  XXIVe siècle, Ebla est un État vassal de Mari, et verse un tribut à son roi et ses principaux dignitaires, comme le montrent les archives datant du règne d'Irkab-Damu.

« Ainsi (parle) Enna-Dagan, roi de Mari, au souverain d'Ebla : Anubu, le roi de Mari, a battu les villes d'Aburu et Ilgi dans le territoire de Belan ; dans la région montagneuse de Labanan il a laissé des montagnes de ruines. Sa'umu, le roi de Mari, a battu les villes de Tibalat et llwani : dans la région vallonnée d'Angai il a laissé des montagnes de ruines. Sa'umu, le roi de Mari, a battu le territoire des villes de Ra'aq, Nirum, Ashaldu et Baul près de Nakhal et a laissé des montagnes de ruines. Alors Istup-sar, roi de Mari, a battu les villes d'Emar et Lalanium et le territoire d'Ebla : à Emar et Lalanium il a laissé derrière lui des montagnes de ruines. Alors Iblul-il a battu les villes de Shadab et Addalini et Arisum dans le territoire de Birman, dans le pays de Sugurum et a laissé derrière lui des montagnes de ruines ; et ensuite les villes de Sharan et Dammium, Iblul-il, le roi de Mari, les a battues et a laissé des montagnes de ruines. Il est alors parti vers les villes de Nerat et Hazuwan, Iblul-il, le souverain de Mari, a reçu le tribut d'Ebla quand il était dans la ville de Mane et il a pillé Emar et a laissé des montagnes de ruines. Et ensuite les villes de Nakhal et Lubat et Shabab, du territoire de Gasur, il a battu et il a laissé sept montagnes de ruines, Iblul, le souverain de Mari. »

— Lettre d'Enna-Dagan, le nouveau roi de Mari, au souverain d'Ebla, vers 2380.
Mais Mari connaît ensuite une période d'affaiblissement, et le tribut est diminué. La puissance d'Ebla semble augmenter sous l'impulsion du vizir Ibrium : elle soumet notamment le royaume d'Emar, situé sur l'Euphrate, juste en face du royaume de Tuttul, vassal de Mari. C'est de cette période que daterait le traité passé entre Ebla et le royaume d'Abarsal (quelque part dans la région entre les zones d'influence d'Ebla et de Mari), qui est le plus ancien accord diplomatique dont on ait conservé la version écrite. Peu de temps après, Mari et Ebla concluent finalement une paix qui semble entériner un statut d'égalité entre les deux.
Le vizir Ibbi-zikir poursuit l'ascension politique d'Ebla, remportant plusieurs victoires contre des petits royaumes voisins qui affermissent son pouvoir. Cette situation aboutit à un conflit contre Mari, qui se termine par une victoire des Éblaïtes dirigés par leur vizir, à proximité de Tuttul. Pour assurer sa victoire face à un voisin qui reste puissant, Ebla recherche l'alliance de deux des rivaux de Mari, les royaumes de Nagar (aujourd'hui Tell Brak, en Syrie du nord) et de Kish (au nord de la Basse Mésopotamie). Des mariages unissent des princesses éblaïtes à des princes des deux royaumes alliés. Finalement, une paix est conclue à nouveau avec Mari.
Ebla est alors à son apogée : son royaume s'étend sur une grande partie de la Syrie centrale, dispose de nombreux vassaux, et le royaume dirigé par le vizir Ibbi-zikir semble faire jeu égal avec les autres grandes puissances régionales, Mari et Nagar (Tell Brak). À en juger par la présence d'objets égyptiens dans le palais royal, notamment un vase en albâtre portant le nom de Pépi Ier, il existe peut-être même des échanges diplomatiques entre Ebla et la vallée du Nil.

### Activités économiques

#### Une économie palatiale
L'économie du royaume éblaïte était dominée par le palais royal, qui employait une majeure partie des travailleurs. Ceux-ci étaient rémunérés par l'administration palatiale en rations d'entretien, constituées de grain, d'huile et de laine. Les terres du palais étaient attribuées à des membres de la famille royale, ou bien de l'aristocratie, à qui les exploitants reversaient une partie du produit des cultures de façon à entretenir leur train de vie. Ces personnes disposaient des plus grands domaines. À côté, une foule de dépendants du palais disposait du même type de terres mais en quantité moindre. C'était l'administration centrale qui décidait en dernier lieu de l'attribution des terres, contrôlant ainsi ce système. Les temples ne disposaient pas de domaines, à la différence de ce qui se passait en Mésopotamie méridionale à la même période. Le culte était pris en charge par le palais.
La maison du roi, qui constituait le cœur de l'organisme palatial (SA.ZA dans les textes), entretenait des centaines de serviteurs (GURUŠ). Mais ils ne constituaient qu'une minorité des dépendants du palais. Ceux-ci étaient regroupés par unités familiales. Ils étaient répartis en groupes de 500 à 1 000 personnes ('iranum), dirigés par des surveillants (UGULA) et subdivisés en groupes de 20 travailleurs (É.DURU). Les artisans et marchands travaillant pour le palais résidaient plutôt dans la ville même, dans les faubourgs (URU.BAR) où se trouvaient également leurs espaces de travail. En tout, le personnel travaillant pour le palais au sens large comprenait environ 5 000 personnes. Si on estime qu'ils étaient généralement des chefs de familles composées en moyenne de 4 personnes, la population du royaume éblaïte était constituée d'au moins environ 20 000 personnes, si on s'en tient aux dépendants du palais,.
À côté du palais, de ses administrateurs et de sa foule de dépendants, il existait des communautés rurales qui restaient plus ou moins indépendantes. Elles devaient cependant acquitter des impôts en nature au pouvoir central. Il existait peut-être un commerce privé, en dehors des circuits commerciaux contrôlés par le palais. Les activités qui se déroulaient en dehors de la sphère palatiale sont cependant très mal connues, car peu documentées.

#### Agriculture et élevage

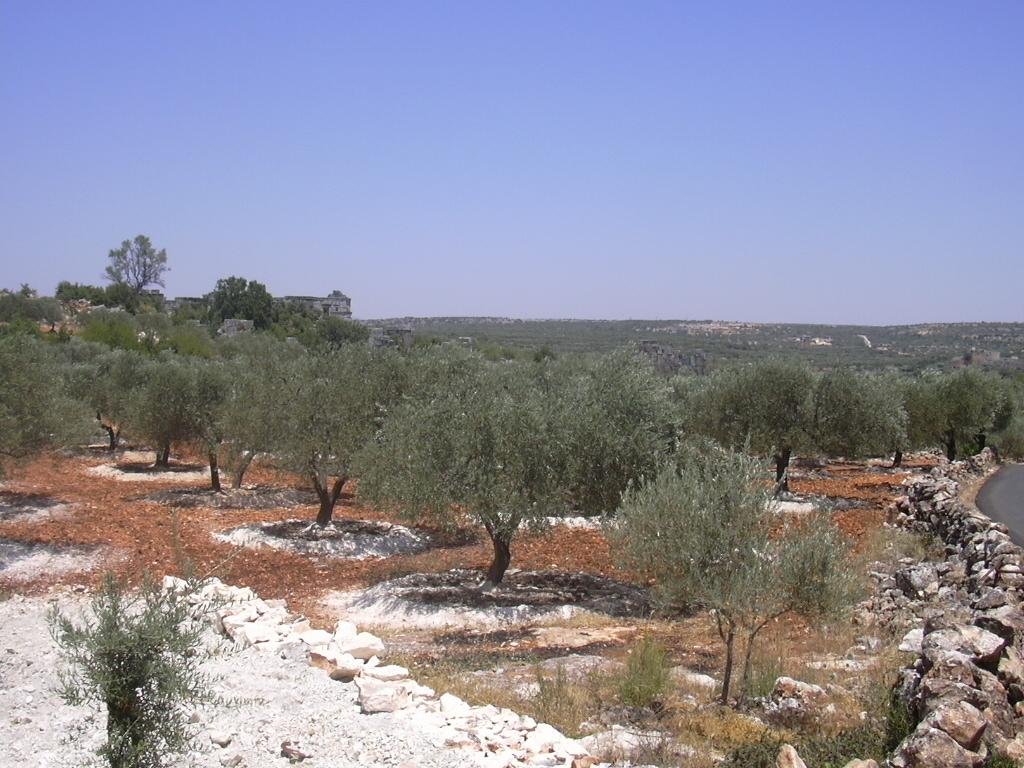
Oliveraie dans la région d'Idlib, près du site d'Ebla.

Ebla était située au centre d'une plaine qui est toujours aujourd'hui très fertile, sous un climat méditerranéen, dans une zone qui dispose encore de plus de 200 millimètres de précipitations annuelles moyennes, et les bonnes années plus de 400 voire 500 millimètres. Cela permettait de pratiquer une agriculture sèche (non irriguée), mais de nature plutôt extensive,, et non intensive comme l'était l'agriculture irriguée de Basse Mésopotamie, ce qui explique sans doute les différences dans les structures agraires entre les deux régions.
Une trentaine de tablettes listant des champs ont pu être analysées. Certaines sont de type « cadastral », enregistrant les possessions de divers membres de la cour, même s'il est impossible de connaître leur taille, car les valeurs des unités de mesure de surface éblaïtes sont inconnues. Les domaines les plus vastes étaient ceux de la famille royale, en priorité du roi, et du vizir, puis des membres de la haute administration. Ils comprenaient généralement des champs éparpillés sur plusieurs terroirs, et n'étaient donc pas d'un seul tenant. Parfois, les terres d'un village étaient attribuées à un seul et même personnage. Une centaine de ces villages sont connus par les textes, ce qui semble indiquer un habitat de type dispersé.
Concernent les types de cultures, les champs se divisaient en trois grandes catégories reprenant la « trilogie méditerranéenne ». Les champs céréaliers (GÁNA.KEŠDA) couvraient la plus grande partie du terroir. Environ les deux tiers des domaines étaient exclusivement céréaliers, le reste combinant différentes cultures. Un compte-rendu non datable montre qu'à une période le palais disposait de plus de 31 000 tonnes d'orge. Un quart à un tiers de la surface agricole serait couverte d'oliveraies (GIŠÌ.GIŠ). La vigne (GIŠGEŠTIN) était également cultivée. Les olives et le raisin étaient pressés dans les villages et les centres des domaines ruraux, comme l'attestent les mentions de pressoirs et de chais à vin dans certains documents. Il existait différentes qualités d'huile d'olive : une huile nouvelle, une huile amère, des huiles aromatisées (dont on se servait pour se parfumer), etc. On stockait ce produit dans des jarres : au moment de la fin du palais, ses réserves comptaient environ 4 000 jarres d'huile, 7 000 autres se trouvant dans les entrepôts des faubourgs. Selon les calculs effectués par A. Archi à partir de ces données, il a été évalué que les réserves totales du palais contenaient 330 000 litres d'huile, et en extrapolant à partir de cette donnée il a estimé qu'il aurait pu y avoir au moins 7 600 hectares d'oliveraies sur le territoire éblaïte.
L'élevage était également une activité économique importante dans l'économie d'Ebla, dans une région relativement sèche qui permettait un élevage pastoral de type extensif. Les moutons sont de loin le type de bétail le plus présent dans les sources administratives. Le dénombrement des moutons dépendant du palais montrent qu'il y en avait énormément : il y en aurait eu entre 70 000 et 80 000 puis plus de 100 000 lors des derniers temps des archives. En saison sèche, ils paissaient dans les finages villageois du royaume, mais en saison humide ils étaient envoyés dans les zones de steppes plus lointaines qui étaient alors suffisamment herbeuses pour les nourrir. Des pasteurs étaient chargés de surveiller les troupeaux. Ils étaient élevés généralement pour leur laine, mais une dizaine de milliers était consacrée à l'alimentation, notamment celle des dieux (lors des sacrifices) et de l'entourage royal. Les bovins étaient également importants dans l'économie agricole éblaïte (plus de 8 000 têtes selon des comptes).

#### Artisanat et commerce
Les activités artisanales à Ebla sont peu documentées par les textes en comparaison de l'agriculture. Là encore le contrôle de l'administration royale est important. Le palais d'Ebla employait des ouvriers textiles (travail de la laine et du lin), des forgerons et orfèvres, ainsi que des personnes spécialisées dans la transformation des produits agricoles, notamment des femmes (minoterie, boulangerie, brasserie, vinification, parfums, etc.). Certains de ces produits faisaient l'objet d'envois vers d'autres royaumes : c'est le cas de l'huile d'olive et de produits textiles, qui étaient apparemment les activités de manufacture les plus importantes contrôlées par le palais royal. La métallurgie était également une activité de premier plan, puisque le palais employait près de 500 ferronniers, ce qui constitue le plus grand regroupement d'artisans connu pour cette période, même en comptant les archives sumériennes. Les métaux travaillés (cuivre, argent, or) provenaient probablement de l'Anatolie voisine.
Les échanges sont connus par les tablettes de l'administration du palais enregistrant les entrées et les sorties d'objets. Il s'agit d'échanges effectués avec d'autres cours royales, probablement plus de type diplomatique que commercial. Mais ces sources révèlent ce à quoi devait ressembler le commerce international qui transparaît dans certaines sources. On sait que le palais employait ses propres marchands et qu'il s'arrangeait parfois pour leur assurer le monopole du commerce avec certains royaumes, comme cela se voit dans les clauses du traité passé avec Abarsal. Ebla se trouvait sur des routes commerciales importantes, notamment celles qui reliaient les zones d'extraction de métaux et de bois, en Anatolie et au nord du Levant, les ports de la façade méditerranéenne, et la riche Basse Mésopotamie qui était un lieu de consommation important de ces produits mais également un espace de transit de biens venant d'autres régions. Parmi les trouvailles effectuées dans le palais royal, il y a des objets venus d'Égypte, ainsi que du lapis-lazuli d'Afghanistan, ce qui témoigne de l'importance de l'échelle des échanges internationaux dans lesquels Ebla se trouvait impliquée. Les échanges de produits à l'intérieur du royaume se faisaient essentiellement dans le cadre des redistributions de produits par le palais à ses dépendants, et dans celui des impôts versés à l'État. Il semble que les fêtes religieuses aient été l'occasion de l'organisation de foires, comme c'est le cas à des périodes plus tardives de l'Antiquité.

### La religion d'Ebla
Les divinités du panthéon éblaïte sont connues essentiellement grâce aux listes d'offrandes données chaque mois par le palais aux temples. On y découvre la plus ancienne religion de Syrie qui soit connue, offrant des parallèles avec les sources des périodes suivantes, notamment Emar et Ugarit. Le fonds culturel est essentiellement sémitique, mais on remarque des particularités locales ainsi que des influences sumériennes et dans une moindre mesure hourrites. Le grand dieu du royaume éblaïte est Kura, inconnu par ailleurs. En revanche, les autres divinités principales du panthéon éblaïte se retrouvent ailleurs aux périodes suivantes : Dagan, dieu de la fertilité très important en Syrie ; le dieu de l'Orage Adda (Addu, Hadad) ; le dieu-soleil désigné par l'idéogramme sumérien UTU ; Rashap (Reshep), divinité infernale ; Ishkhara, déesse de la fertilité et divinité chthonienne ; Ashtar (Ishtar, Astarté), déesse céleste identifiée à la planète Vénus ; le dieu Kakkab (« étoile ») ; Kamish (le futur dieu moabite Kemoch), sans doute une autre divinité chthonienne. Plusieurs divinités inconnues par ailleurs ou impossibles à identifier apparaissent dans les textes en plus de Kura, comme sa parèdre Barana ou NI-da-KUL dont la lecture du nom n'est pas comprise. Parmi les divinités non sémitiques, se trouve le dieu sumérien Enki, la déesse Ninki, ainsi que la déesse hourrite Hebat.
Quelques textes religieux ont également été exhumés, rédigés en sumérien et/ou en éblaïte. Des hymnes sont dédiés à des divinités importantes du panthéon. L'hymne au dieu-soleil Shamash est le plus long texte littéraire rédigé en éblaïte. On a aussi retrouvé le fragment d'un mythe mettant en scène des divinités sumériennes (Enki, Enlil, Utu), inconnu ailleurs. Le dernier type de texte religieux connu sont des collections d'exorcismes servant à conjurer des maux : morsures de serpents et d'insectes, maladies (notamment des maux de dents). Plusieurs rituels ayant lieu dans des temples ainsi que des fêtes dédiées aux divinités principales du panthéon sont attestées. Les Éblaïtes disposaient pour cela d'un calendrier religieux en parallèle à leur calendrier commun. On peut ajouter à ce tableau les rituels liés à la royauté évoqués précédemment, qui avaient un aspect religieux du fait de l'imbrication entre religieux et politique et du caractère sacré du pouvoir politique.

« … une table d'offrande … un plateau d'offrande (est placé) devant (la statue du) dieu de la nuit. Un plateau d'offrande avec ..., un plateau d'offrande avec des « pains purs », un contenant d'huile, un contenant de bière, un contenant zibar de vin, un vase avec un jet d'eau pour le dieu de la nuit. (...) pour un tissu noir avec lequel parer (la statue de) la femme du dieu de la nuit. Offrande de plateaux avant la nuit. (...) (Ce sont) des offrandes sacrificielles pour le dieu de la nuit à l'occasion de ... du roi. »

— Extrait du rituel au dieu de la nuit à Ébla (v. 2370 av. J.C.).
L'édifice cultuel le mieux connu pour la période proto-syrienne est un temple localisé dans la partie sud-est de la ville basse (zone H), le « Temple du Rocher » ou « Temple HH », qui doit son surnom au fait que ses fondations reposent sur un rocher. Il s'agit d'un édifice de dimensions 29 × 22 mètres, d'orientation est-ouest, constitué de deux pièces : un vestibule (à l'est) qui ouvre par une petite porte (1,40 mètre de large) sur une cella (à l'ouest) de disposition mesurant 10,50 mètres de long et 7,80 mètres de large chacune. Elles sont entourées de murs d'une épaisseur allant de 5,60 à plus de 6 mètres. Il s'agit d'un des plus anciens exemples connus de temples in antis (où les murs latéraux dépassent le mur de la façade vers l'extérieur) courants durant la Haute Antiquité syrienne, type attesté dans les temples éblaïtes des périodes suivantes, ainsi que sur d'autres sites voisins (Alep, Alalakh). On ne sait pas à quel dieu il était attribué : P. Matthiae propose Kura (ou bien Hadad). Après la première destruction d'Ebla, cet édifice est remplacé par deux temples : le « Temple HH4 », mesurant 17,30 × 10,90 mètres, lui aussi de type in antis, composé d'un vestibule et d'une cella allongée ; et le petit « Temple HH5 » (10,50 × 5,50 mètres), voisin du précédent et de forme semblable. Ces deux temples sont détruits à la fin de la période proto-syrienne. Un sondage sous le temple d'Ishtar de l'époque paléo-syrienne a conduit à la découverte d'un autre temple de l'époque proto-syrienne, le « Temple rouge » (ou Temple D2), nommé ainsi en raison de la couleur de ses briques. Son organisation est très similaire à celle du Temple du Rocher. Par sa proximité au secteur palatial, il semble important dans le culte officiel, et pourrait être le temple de Kura du secteur palatial (Saza), où se déroule une partie du principal rituel royal (puisque deux sanctuaires du dieu sont mentionnés dans le texte rituel).

### Réalisations artistiques
Les fouilles des niveaux proto-syriens du palais royal ont permis de mettre au jour certains éléments de la décoration intérieure du bâtiment. Le seuil du quartier administratif et les marches de l'escalier d'honneur comportaient des incrustations de nacre. La cour intérieure du quartier administratif et la salle du trône disposaient de panneaux muraux dont certains étaient incrustés de feuilles d'or, d'éléments en calcaire ou en lapis-lazuli formant des figures, les seules parties de ces œuvres à avoir passé l'épreuve du temps ; la structure porteuse était sans doute en bois. Certains de ces panneaux représentaient des processions de fonctionnaires rendant hommage au souverain. Ces réalisations ont des parallèles à Mari à la même période, et même dans les objets incrustés de Sumer comme l'étendard d'Ur.
Le quartier administratif a également livré des statuettes composites, dont on a surtout conservé les éléments de coiffure, réalisés dans de la stéatite ou parfois en lapis-lazuli. Le corps des statues était en pierre dure ou en métal, et pouvait être orné de pierres précieuses, voire d'or. La décoration comprenait également des meubles marquetés et décorés parfois de petites figurines en marbre. On a identifié des tables ou des sièges faisant partie du mobilier du palais grâce à ce type de figurines. Elles représentaient parfois des rondes animales, ou bien des combats de héros et d'animaux mythologiques. Généralement, les thèmes de ces scènes comme ceux des sceaux-cylindres exhumés dans le palais sont identiques à ceux de la Mésopotamie contemporaine, malgré quelques originalités éblaïtes, comme la figure de la déesse domptant deux lions. Certaines scènes devaient représenter des mythes locaux qui nous sont inconnus. Tout cela témoigne en tout cas de la présence à Ebla d'une tradition d'artistes de qualité qui n'avaient rien à envier à ceux de Sumer.
Les fouilles ayant eu lieu dans le palais royal au début des années 2000 ont conduit à la découverte de nouveaux objets de la période archaïque. Les plus remarquables trouvailles ont eu lieu dans une petite pièce disposée sur le côté sud de la salle du trône, sans doute destinée à stocker les objets offerts au roi lors d'audiences : du lapis-lazuli brut, des incrustations en coquille et calcaire parfois recouverts de feuilles d'or, représentant des animaux ou des personnages et des parties de statuettes, dont des feuilles d'or destinées à recouvrir ce type d'objet et des chevelures en stéatite. Un sondage dans le secteur FF a permis de retrouver les restes d'un bâtiment de cette même époque, où ont été récupérés des fragments de peintures murales à motifs géométriques, témoignage unique sur la pratique de la peinture dans des bâtiments de la Syrie intérieure dans la seconde moitié du IIIe millénaire.

### La destruction d'Ebla
C'est peu après le mariage d'une princesse éblaïte avec le prince du royaume mésopotamien de Kish que le palais royal d'Ebla est détruit et brûle, selon toute vraisemblance dans la violence. Se pose donc la question de savoir qui est le responsable de cette chute. Le coupable idéal est un des rois de l'empire d'Akkad, venu de Basse Mésopotamie, dont on sait qu'ils ont soumis les autres grands royaumes de Mésopotamie du nord et de Syrie après 2340. On a pendant un temps attribué la destruction d'Ebla à Naram-Sîn, régnant vers le milieu du XXIIIe siècle, avant de finalement privilégier l'action de son grand-père Sargon d'Akkad, fondateur de l'empire dans les dernières décennies du XXIVe siècle. Ces deux rois d'Akkad ont en tout cas mené des offensives en Syrie et soumis la région d'Ebla. Ils prétendent tous les deux avoir dominé cette ville. Mais une autre hypothèse propose qu'Ebla ait été détruite avant le début du règne de Sargon, ce qui invaliderait la piste de la destruction causée par les Akkadiens. Dans ce cas-là, c'est donc plutôt à Mari, l'ennemi héréditaire, qu'il faudrait attribuer la destruction du royaume éblaïte, qui aurait eu lieu au plus tard vers le milieu du XXIVe siècle. Mais cela ne repose sur aucune preuve définitive. Il semble qu'une seconde destruction ait dévasté le site après la première, alors que le secteur palatial était réoccupé après une première phase d'abandon. L'auteur de cette nouvelle catastrophe est encore plus énigmatique que pour la première. Si les rois d'Akkad ne sont pas responsables de la première, alors peut-être qu'ils ont causé celle-ci, mais elle est généralement datée d'une période plus tardive.

## Ebla durant la période «paléo-syrienne» (c. 2000-1600 av. J.-C.)

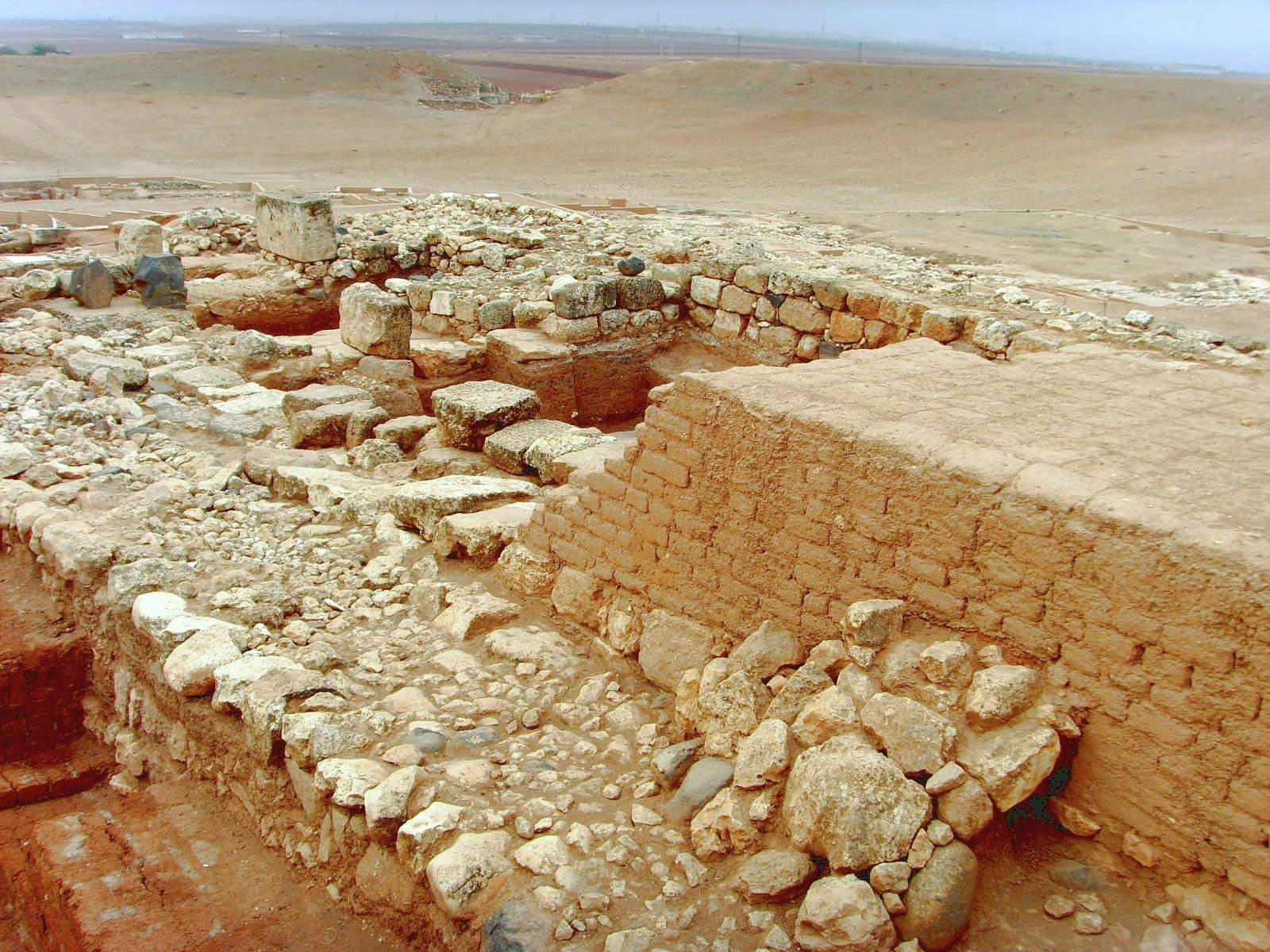
Ruines de bâtiments du début du.

Au début du IIe millénaire, une nouvelle période de l'histoire d'Ebla s'ouvre, dénommée par les fouilleurs du site période « paléo-syrienne ». Elle correspond à la période paléo-babylonienne (ou période amorrite) de Mésopotamie et à l'âge du bronze moyen du Moyen-Orient. Si la période précédente était avant tout connue grâce à des sources épigraphiques, celle-ci l'est grâce aux découvertes de bâtiments et de réalisations artistiques.
Le XXe siècle voit le renouveau de la ville d'Ebla, dans le cadre d'une Syrie dominée par des dynasties d'origine amorrite. C'est de cette période que date la statue de basalte du roi Ibbit-Lim, qui a permis l'identification du site par les archéologues italiens. En l'absence de sources épigraphiques, on ne sait presque rien sur le destin de la cité à cette période, d'autant plus que les archives de la cité de Mari, la source la plus importante pour l'histoire de la Syrie à la période amorrite, mentionnent très peu Ebla. Selon toute vraisemblance, ce royaume est alors dans la mouvance du puissant royaume d'Alep, le Yamhad.
Ebla est apparemment reconstruite suivant un plan prédéterminé, et elle connaît alors une plus grande extension qu'à la période protosyrienne. La ville était alors comprise dans une vaste enceinte disposant de plusieurs forts et portes. En son centre se trouvait l'acropole, elle-même défendue par sa propre muraille. La ville basse s'étendait à ses pieds, organisée autour d'une première ceinture de bâtiments officiels (temples et palais) aux pieds de l'acropole, puis se trouvaient les quartiers d'habitation, où ont également été dégagés quelques bâtiments administratifs. Le tracé des rues suivait un plan relativement ordonné : des radiales partaient des portes et rejoignaient l'acropole, tandis que d'autres rues suivaient un plan perpendiculaire (axes est-ouest et nord-sud).

### L'acropole

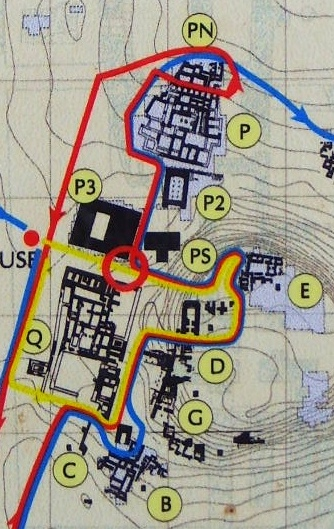
Localisation des principaux bâtiments de l'acropole et de la ville basse d'Ebla, repérés par leur lettre, détail d'un plan du site pour les visiteurs.

Une acropole d'environ 3 hectares dominait la ville d'Ebla, à l'emplacement du palais royal paléo-syrien. Cet espace contient deux monuments importants, mais les constructions n'y sont pas bien conservées. Cet ensemble est en réalité une citadelle, défendue par un rempart construit avec des blocs de pierre pour sa partie inférieure (sans doute haute de 4 mètres) et des briques crues sur la partie supérieure.

#### Le palais royal
Le nord de l'acropole était occupé par le palais E, identifié par P. Matthiae comme étant le palais royal. L'érosion l'a très durement touché et il n'en reste que peu de traces. Il a néanmoins été possible d'identifier une cour entourée de plusieurs salles (des pièces d'apparat ?) sur deux côtés, et fermée au sud par une loggia.

#### Le temple D
Sur la partie ouest de l'acropole, au point le plus élevé, se dressait le Temple D, ou « Grand Temple ». Son plan était de facture classique : on pénétrait d'abord dans une salle allongée de 28 × 11 mètres, avant d'accéder à un vestibule précédé d'un porche, ouvrant sur la cella comportant une niche où se trouvait la statue de la divinité principale du sanctuaire, probablement la déesse Ishtar. Cette salle a livré un bassin lustral à deux vasques, décoré de bas-reliefs représentant une scène rituelle. C'est aussi dans cet édifice qu'on a retrouvé la statue fragmentaire en basalte inscrite au nom du roi Ibbit-Lim qui a permis d'identifier le site de Tell Mardikh comme étant l'antique Ebla.
Devant le temple D, une place était entourée de petites chapelles, constituant une zone sacrée, avec notamment le Petit Temple, où on a exhumé des statues votives et une stèle en basalte sculptée sur quatre faces, représentant une scène religieuse sur plusieurs registres, dominée par la figure d'Ishtar vêtue d'un kaunakès, debout sur un taureau, symbole de fertilité dans cette région (bien que son animal-attribut soit habituellement le lion). Il s'agissait probablement de la divinité principale de la cité à cette période.

### La ville basse
Au pied de l'acropole et jusqu'à l'enceinte extérieure s'étendait l'espace appelé « ville basse » par les archéologues qui ont fouillé le site. L'acropole était ceinturée, au moins sur sa partie occidentale, par un ensemble de monuments publics (temples et palais) qui prolongeaient ses fonctions, mais devaient être plus accessibles.

#### Le système de fortifications

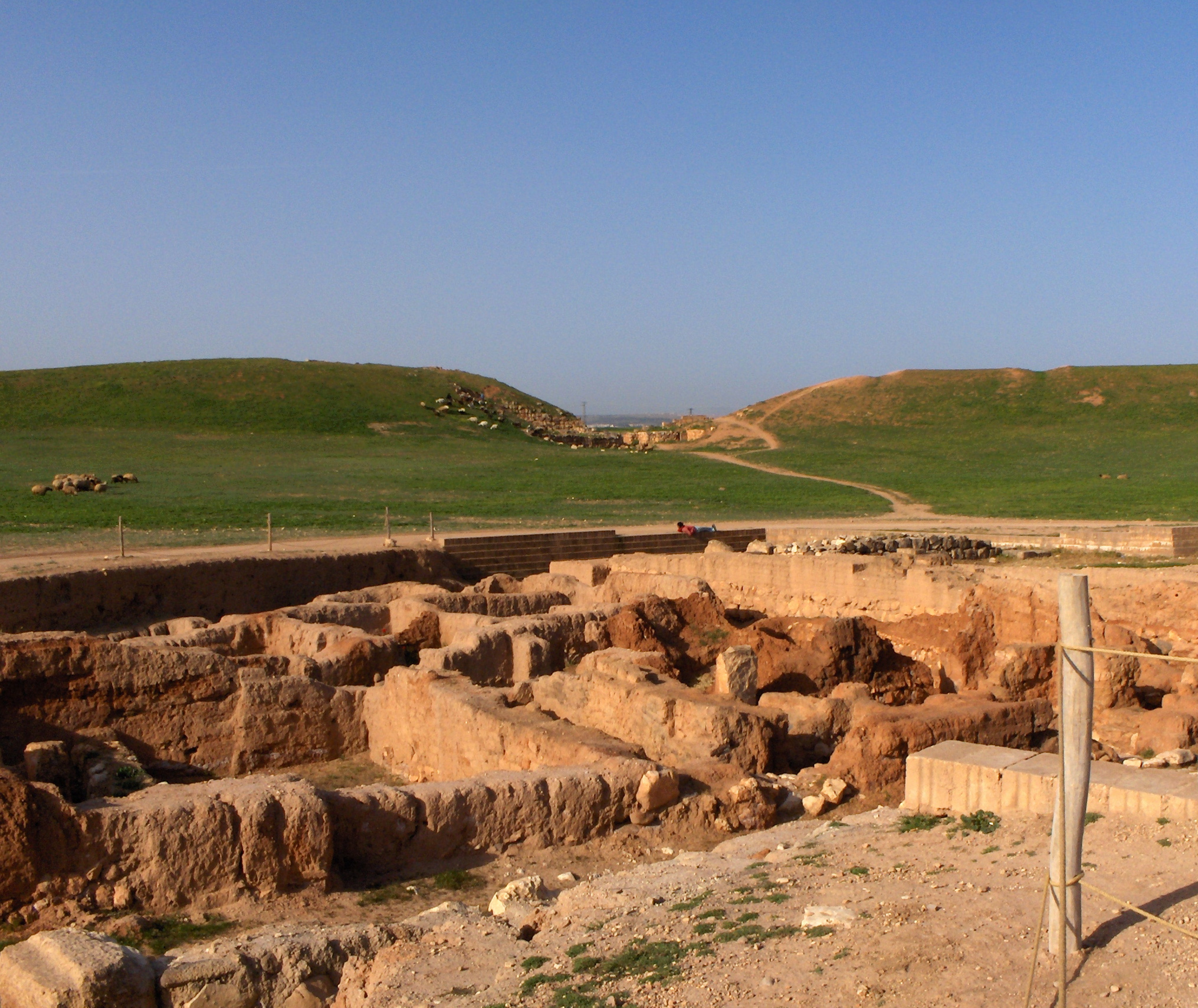
Au premier plan :
ruines du quartier sud.
En arrière-plan :
ruines de l'enceinte extérieure d'Ebla et de la « porte de Damas ».

Le périmètre de la ville basse était délimité par une enceinte extérieure protégeant la cité. Elle avait été construite sur un remblai constitué à partir de terre prise à l'extérieur de la ville mêlée à des pierres provenant des ruines des périodes précédentes. À l'extérieur, la base des murs était protégée par un parement de blocs de pierre sur 5 mètres de hauteur. La base des murs était large de 40 mètres environ et leur hauteur a pu atteindre 22 mètres.
Le dispositif de défense était renforcé par une série de portes fortifiées et de fortins auxquels les archéologues modernes ont donné des noms suivant leur localisation, leur nom antique étant perdu. Au nord-ouest, la « porte d'Alep » était jouxtée par la « forteresse AA », à l'ouest. Le côté ouest était défendu par le « fort V », et dans la zone Z, aux pieds du rempart, ont été dégagées plusieurs habitations cossues dont la « résidence occidentale » qui a pu avoir une fonction administrative. La « porte de Damas », au sud-ouest, était protégée par une tour de défense et un fortin. L'angle sud-est de la muraille comprenait une autre forteresse et la « porte du désert » (ou de la steppe). Le côté est de la muraille était défendu par la « Forteresse M », mesurant 27 × 13 mètres et constituée de deux rangées de pièces parallèles. Le côté nord-est était défendu par une autre forteresse, au nord de laquelle on trouvait une dernière porte (« porte de l'Euphrate »).

#### Le palais Q

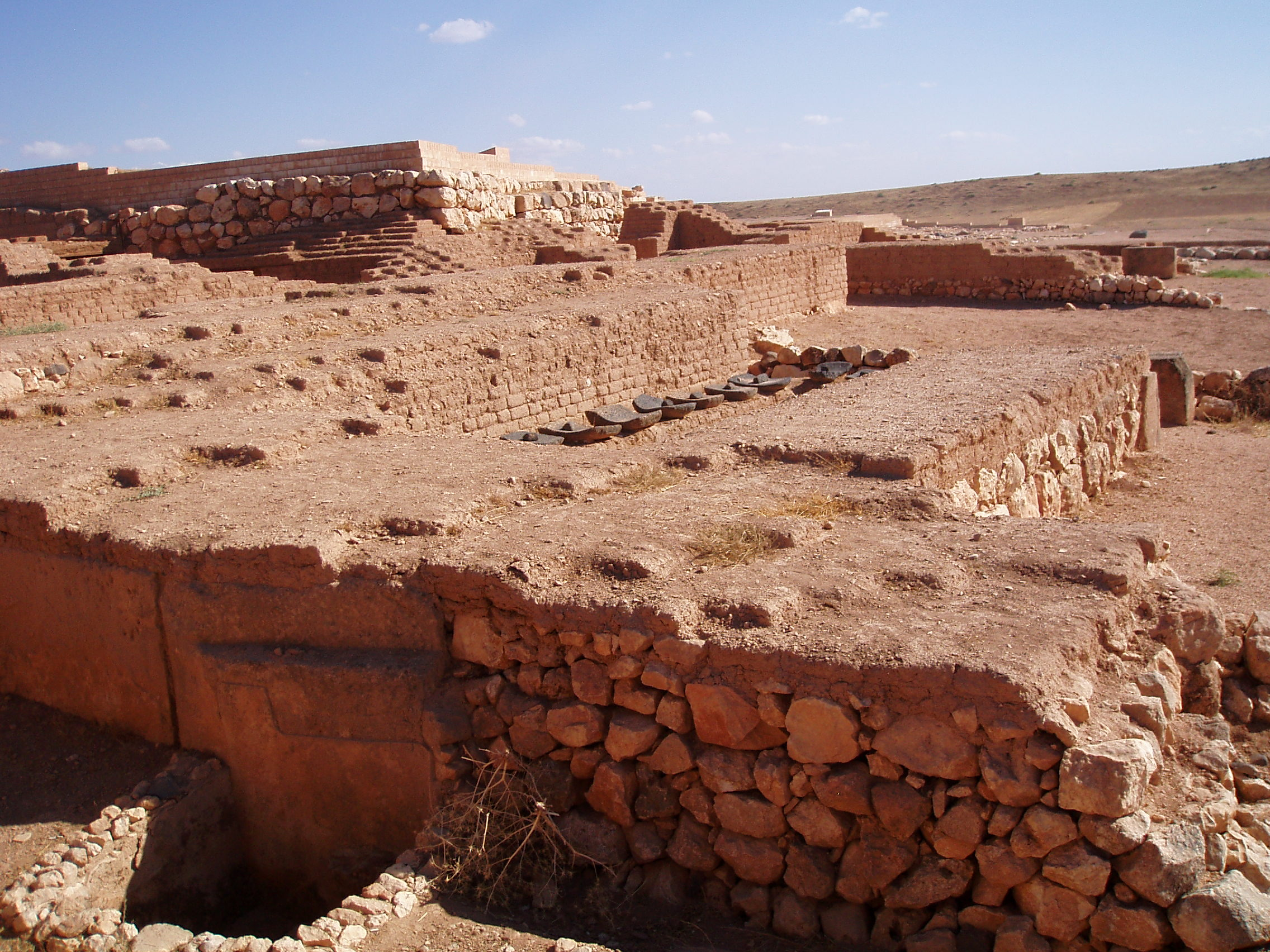
Les espaces d'intendance du palais Q.

Le palais Q, ou palais occidental, était situé à l'ouest de la ville basse, juste au pied du Grand Temple de l'acropole. D'orientation nord-sud, il avait une longueur de 115 mètres et une largeur maximale de 65 mètres environ et comprenait au moins une cinquantaine de pièces. Certains de ses murs sont encore bien conservés, leurs ruines s’élevant parfois à 3 mètres. La partie sud pourrait avoir compris un portique à colonnes servant d'entrée. Il ouvrait sur une suite de cours conduisant sur les pièces d'apparat, dont une salle du trône avec un portique à deux colonnes, et sur des espaces d'intendance avec des magasins où on a retrouvé des jarres de stockage. Sur sa partie nord au moins, le palais disposait d'un étage attesté par les restes d'escaliers. Il servait apparemment de résidence au prince héritier durant les dernières décennies d'Ebla, d'où le nom de « palais du prince » qui lui est parfois donné. Ce palais est en tout cas lié à la fonction royale, puisqu'il jouxte le temple dédié au culte des ancêtres royaux (« Temple B ») et que sous son sol ont été creusées des tombes pour les membres de la famille royale.

#### Les tombes royales

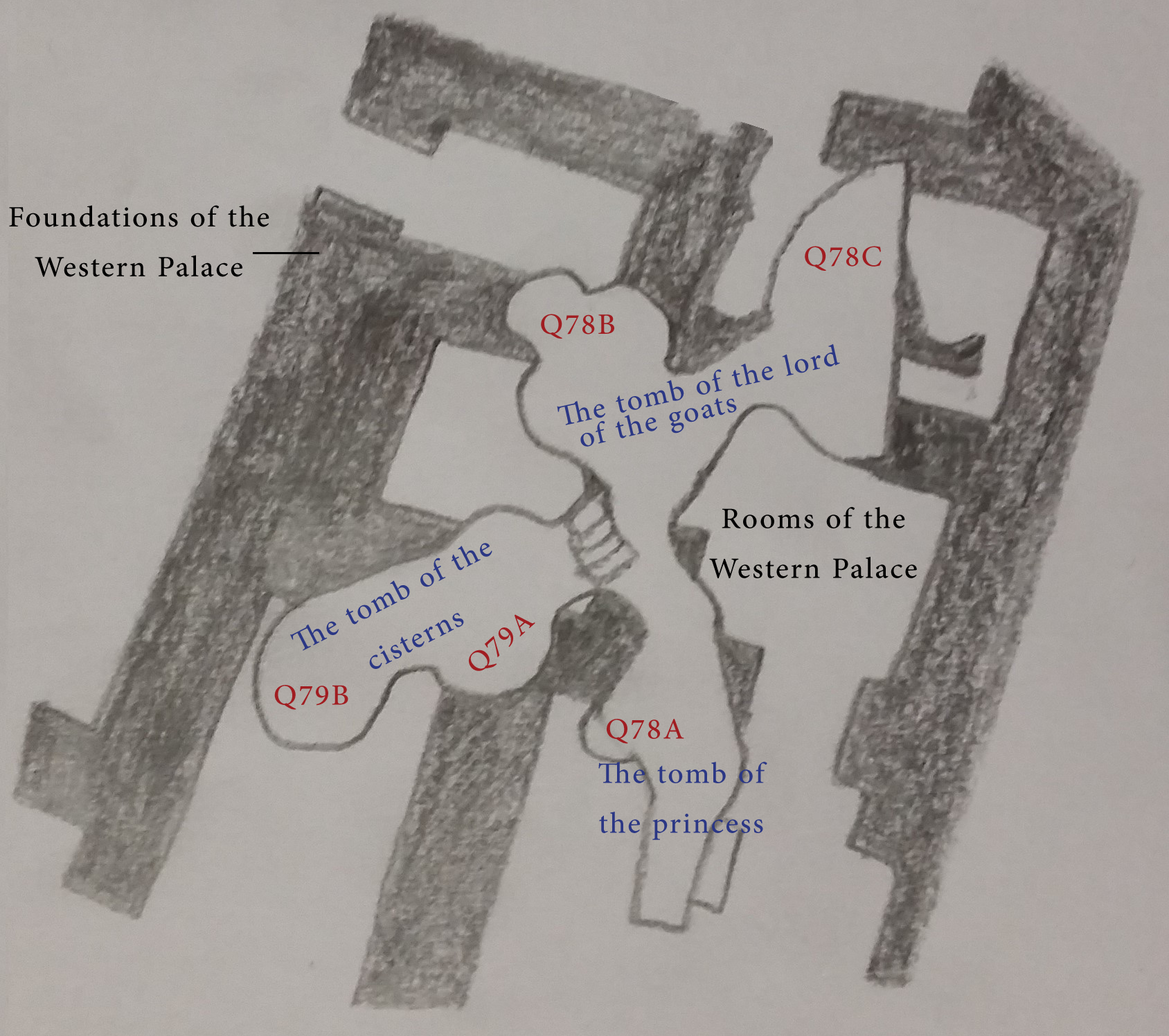
Plan des tombes royales.

Le palais Q était bâti au-dessus de tombes souterraines, creusées dans des cavités naturelles aménagées et destinées à accueillir les membres de la famille royale ayant vécu entre la fin du XIXe siècle et la première moitié du XVIIe siècle. On y accédait par un couloir à escaliers creusé sous l'édifice. Une dizaine de tombes ont été identifiées, dont seulement trois ont été inviolées durant l'Antiquité.
La plus ancienne des trois est la « tombe de la Princesse » (c. 1800), où se trouvait le corps d'une jeune fille. Son accès était fermé par une grande dalle en calcaire. La défunte portait ses bijoux en or (une épingle, un collier, des bracelets). La tombe comportait également plus de soixante-dix vases en céramique, des vases en pierre et une amphore en pâte de verre.
La tombe suivante, celle du « seigneur aux capridés » (c. 1750) occupait trois salles. Elle a été pillée lors de la destruction d'Ebla vers 1600 et le corps a disparu. On y a cependant retrouvé une soixantaine de vases en céramique, des vases en pierre, d'autres pièces de vaisselle (notamment une coupe en argent inscrite au nom d'Immeya, sans doute le défunt), des objets en ivoire dont le manche d'une masse d'armes incrustée d'un cylindre en argent au nom d'un pharaon obscur de la XIIIe dynastie. La tombe doit son nom au fait qu'on y a exhumé quatre statuettes en bronze représentant des capridés qui servaient sans doute à décorer un trône en bois et bronze.
La dernière sépulture est la « tombe des citernes » (première moitié du XVIIe siècle), nommée ainsi car installée dans une ancienne citerne, à laquelle on accédait depuis la précédente via un escalier. Ses pilleurs n'y ont laissé que des tessons de céramique et quelques bijoux, ainsi qu'une masse d'armes.
La richesse de ces tombes (en dépit des pillages) permet de les attribuer à des membres de la famille royale d'Ebla. Chacune des trois sépultures comprenait divers objets provenant d'Égypte : les deux masses d'armes de la tombe du seigneur aux capridés et de la tombe des citernes, ainsi que des vases en albâtre. Il s'agit peut-être de cadeaux diplomatiques, mais ils pourraient aussi provenir d'échanges commerciaux. D'autres objets rappellent ceux qui étaient produits par les artisans de la Babylonie amorrite.

#### Le palais P

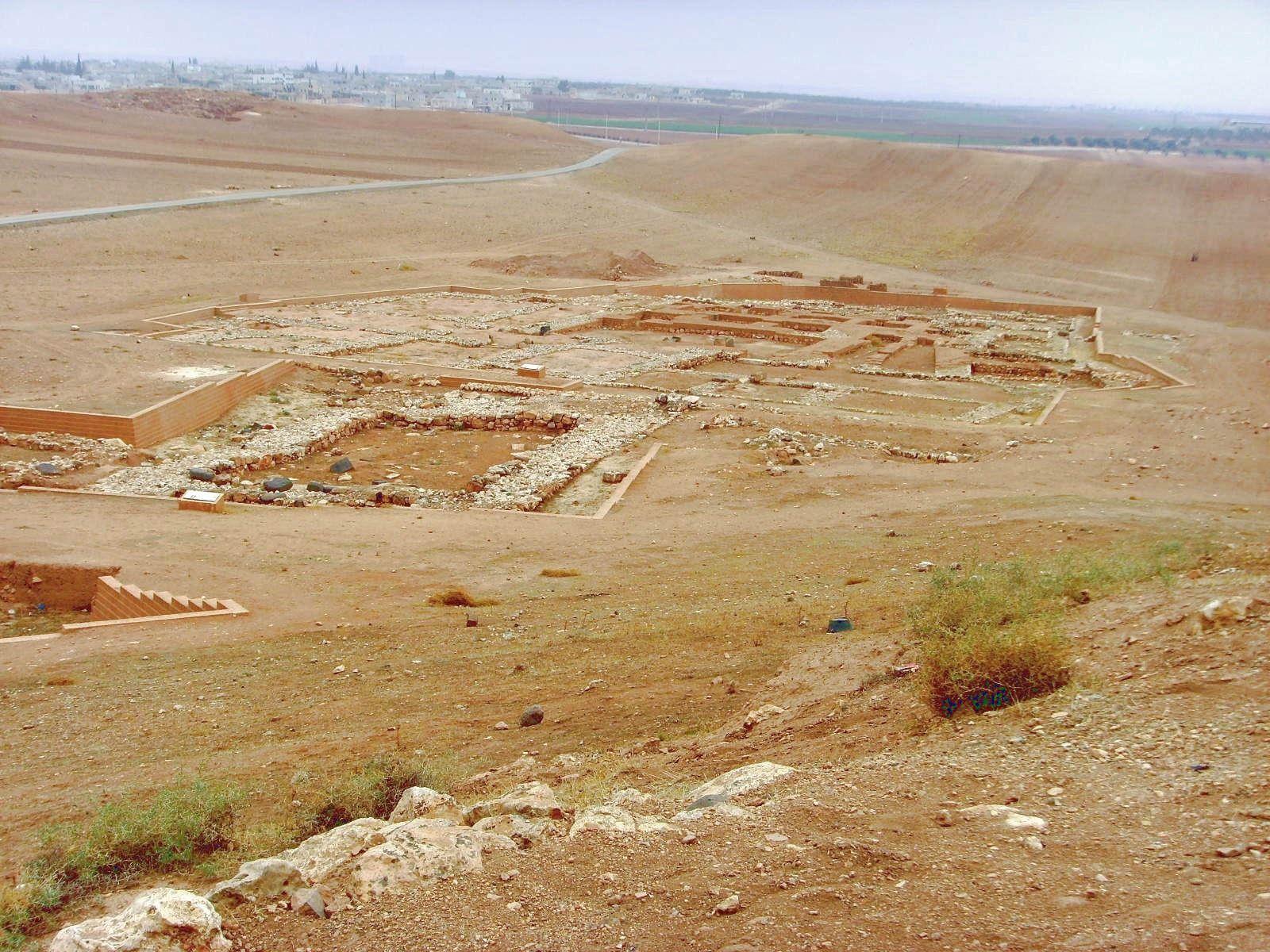
Constructions de la ville basse :
le Temple P2 et le Palais P.

Un dernier complexe palatial a été identifié au nord de la ville basse, le « palais P » ou « palais nord ». Il est peut-être bâti sur un ancien palais royal qui servait de centre administratif dans la dernière phase de la période proto-syrienne. Il était de forme trapézoïdale et couvrait environ 3 500 m2. Sa partie centrale était une zone résidentielle apparemment réservée au roi, et on y a même identifié ce qui pourrait être une salle du trône, parce qu'une estrade en pierre bâtie sur un de ses côtés aurait pu servir pour porter le trône royal. Une salle proche disposait d'un grand bassin en basalte. Les pièces situées au nord de l'édifice étaient des magasins. Il est possible que ce palais n'ait eu alors aucune fonction administrative, mais plutôt un rôle cultuel lié à la proximité du Temple P. Mais les fonctions exactes des trois espaces palatiaux identifiés pour cette période restent sujet à caution.

#### Les temples

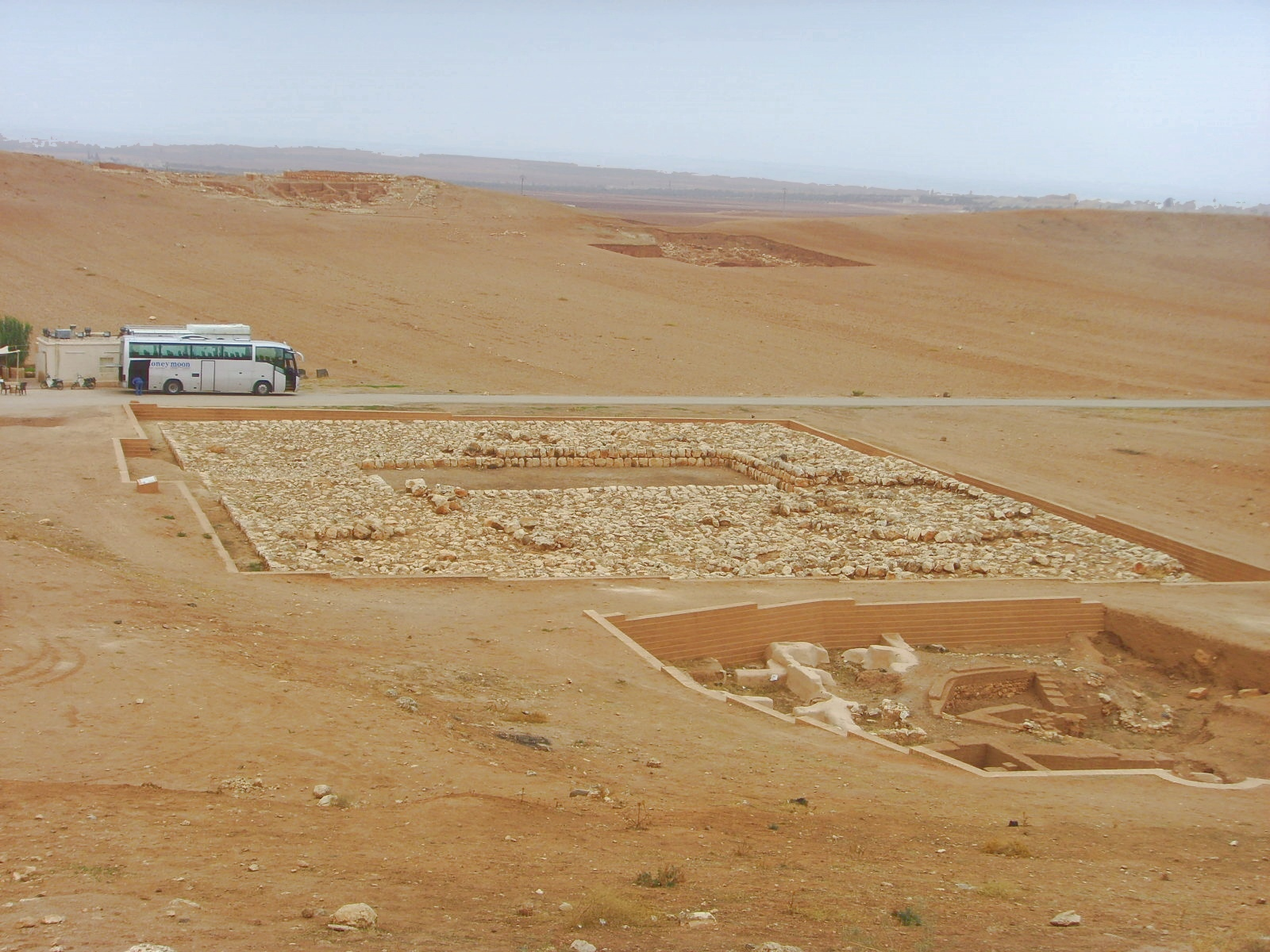
Ruines du monument P3.

Le « Temple P2 » se trouve dans la partie nord-ouest de la ville basse, dans une zone sacrée située entre le palais Q et le palais P, que P. Matthiae considère consacrée à la déesse Ishtar, en lien avec le temple de l'acropole. Le temple P2 est un édifice mesurant 33 × 20 mètres, disposant de murs très épais, ce qui en fait le plus grand temple de cette période dans la ville et même parmi ceux connus pour toute la Syrie d'alors. Il était constitué d'une grande pièce centrale précédée d'un porche in antis. Des fragments de statues représentant des souverains et des hauts dignitaires y ont été exhumées. La plus complète, haute de plus de 1 mètre, représente un dignitaire assis sur un siège, dans un style typique de la Syrie de cette période, qui trouve des parallèles à Alalakh ou Qatna. Un bassin cultuel sculpté a été mis au jour dans ce sanctuaire. On a également dégagé dans cette aire sacrée un « Monument P3 », qui présente un caractère massif. Il mesure 52,40 mètres de long pour 42 de large, est bâti avec des blocs de pierre entourant une cour (de 23,20 × 12,40 mètres) inaccessible de l'extérieur. Aucun mobilier n'y a été identifié. P. Matthiae a proposé d'y voir un endroit où on gardait des lions, animaux emblématiques de la déesse Ishtar. Le secteur P a également été le lieu de trouvailles de différents objets : figurines en terre cuite, deux serpents en bronze, un sceau-cylindre en hématite portant une scène cultuelle mettant peut-être en scène Ishtar, des coupes, ainsi que des fragments de métaux et pierres précieuses (or, argent, lapis-lazuli).
Dans la partie nord-est de la ville basse, un « Temple N », peut-être le temple du dieu-soleil Shamash, a été dégagé en retrait par rapport au reste des constructions. Un troisième temple dans cette partie de la ville vers le sud-ouest, le « Temple C », aurait été dédié au dieu chthonien Rashap. Il est de dimensions réduites ; on y a retrouvé deux bassins lustraux à deux vasques, sur lesquels ont été sculptées des scènes cultuelles.
Un autre sanctuaire a été identifié non loin du précédent, le « Temple B2 ». Il était organisé autour d'un espace central entouré de plusieurs pièces, le tout formant un bâtiment de forme irrégulière. Les murs de la salle principale étaient bordés de banquettes et d'un podium, et les petites pièces disposées autour comportaient des plates-formes identifiées comme étant des autels. Selon le fouilleur du site, il s'agissait d'un bâtiment dédié au culte des ancêtres royaux, pratique religieuse bien connue pour le Bronze récent grâce aux trouvailles épigraphiques d'Ugarit et archéologiques de Qatna. La salle centrale aurait servi pour les banquets organisés en l'honneur des défunts, tandis que les salles adjacentes auraient été des cellae dédiées aux différents rois décédés.
Enfin, le sanctuaire le plus récemment mis au jour pour cette période se trouve dans la partie sud-est de la ville basse, au-dessus de l'ancien Temple du Rocher. On lui connaît un premier état le « Temple HH3 », dont il ne reste que les fondations. Il est ensuite remplacé vers 1800 par le « Temple HH2 », mieux connu. Il s'agissait d'un temple in antis à façade, d'environ 25 mètres de long pour 16 de large, composé de 3 salles ayant toutes la même largeur (9,10 mètres) : un vestibule de 2,50 mètres de long, une ante-cella de 2,30 mètres de long et enfin une cella allongée (entre 9,50 et 10,50 mètres, le fond ayant disparu). Comme pour le Temple du Rocher, sa divinité tutélaire est inconnue,.

#### Les résidences et le palais méridional

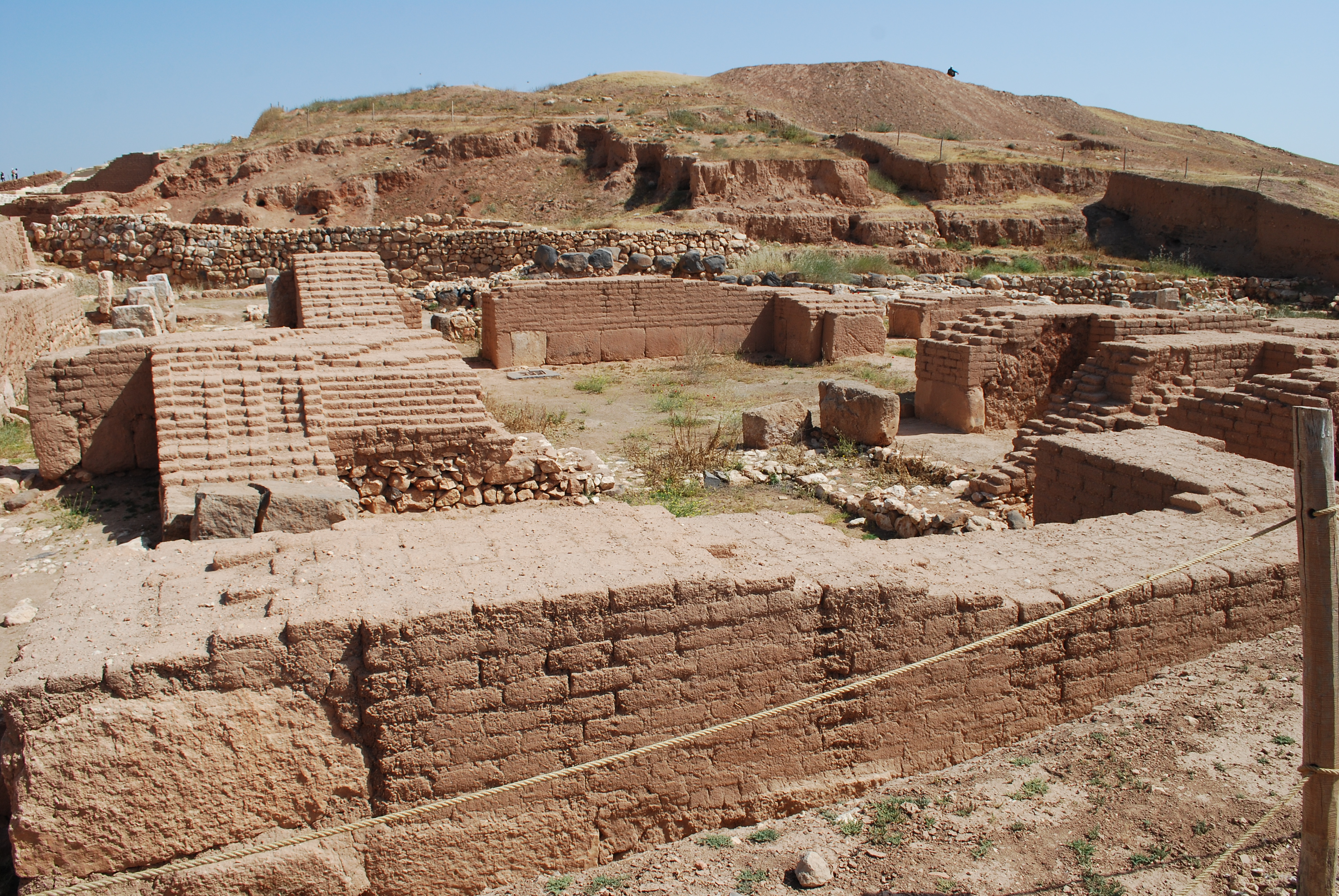
Le palais méridional ou palais FF.

Les monuments construits au pied de l'acropole devaient être bordés par des quartiers résidentiels s'étendant au moins jusqu'à l'enceinte extérieure. Les fouilles des années 2000 ont permis de faire progresser la connaissance de ces secteurs. Quelques maisons ont été fouillées dans la ville basse juste au sud-ouest de l'acropole (zones B, Z et FF) et dans d'autres lieux de fouilles dispersés (zones A et Z près de deux portes, zone N au nord de l'acropole), certains de ces endroits montrant un échantillon de quartier d'habitat. Ces maisons étaient construites avec un soubassement de pierre, les parties supérieures des murs et sans doute le toit (en terrasse) étant en briques d'argile crues et les murs intérieurs recouverts d'enduit. L'organisation interne de ces résidences présentait des caractéristiques typiques des maisons du Levant de cette période. Les plus petites comptaient souvent un vestibule ouvrant sur un espace central d'où on parvenait à deux ou trois pièces. Les plus grandes avaient une organisation similaire mais comprenaient plus de salles. Elles utilisaient également des matériaux de meilleure qualité, puisque leur sol était peut-être couvert de dalles ou de calcaire broyé par endroits, alors que la plupart des résidences avaient des sols en terre battue. Plus on trouve de pièces, plus celles-ci présentent une division fonctionnelle de l'espace : il est ainsi possible de repérer des espaces de stockage, de cuisine, ou destinés aux activités économiques liées aux échanges.
Le palais FF est de loin la plus grande résidence mise au jour avec ses 1 000 m2 et a été désigné comme le « palais méridional ». Son organisation s'inspirait en effet du modèle de palais royal, notamment avec de vastes espaces de réception ; il était jouxté par des écuries. Il pourrait s'agir de la résidence d'un grand dignitaire chargé de l'accueil de messagers (le vizir ?).

### La destruction du site
Vers 1600, la ville d'Ebla est détruite à la suite d'un conflit. Là encore les conditions de la destruction d'Ebla restent assez obscures. En l'état actuel des connaissances, le plus vraisemblable est de la relier aux offensives menées en Syrie par les Hittites qui ravagent à la même période d'autres cités de la mouvance du Yamhad, d'abord Alalakh sous Hattusili Ier (c. 1625-1600) puis la capitale Alep sous le règne de Mursili Ier (c. 1600-1585) qui fait ensuite subir le même sort à Babylone. En 1983, une tablette fut découverte dans les ruines de Hattusa, la capitale hittite, rédigée en hittite et en hourrite, racontant le récit épique de la prise d'Ebla par un souverain hourrite inconnu par ailleurs, un certain Pizikarra de Ninive. Si on accepte la valeur historique de ce texte, il faut donc envisager que Pizikarra ait agi pour le compte du roi hittite. Quoi qu'il en soit, le site d'Ebla est alors abandonné, même si le nom de la ville apparaît encore dans une description de campagne du pharaon Thoutmôsis III au XVe siècle.

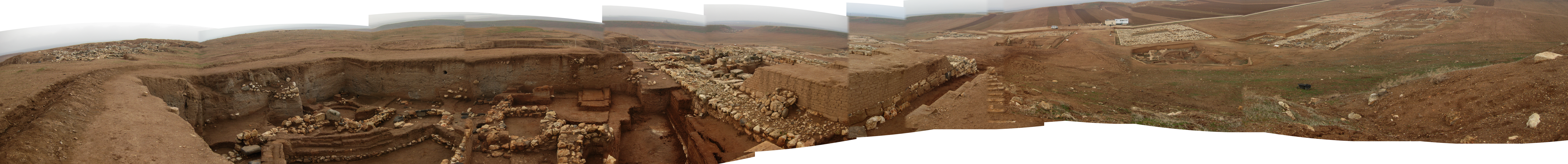
Vue panoramique des ruines du site de Tell Mardikh, prise depuis l'acropole.

## Phases tardives
Le site de Tell Mardikh a livré quelques trouvailles archéologiques des périodes plus tardives de l'Antiquité, mais il n'est alors plus qu'un modeste établissement rural. La période de domination achéménide (v. Ve – IVe siècle av. J.-C.) semble avoir vu un renouveau de l'importance du site. Dans la partie nord de l'acropole, un petit édifice administratif (un « palazzetto » d'après les fouilleurs) comprenant plusieurs pièces organisées autour d'une cour de forme rectangulaire a été dégagé. Le site de Tell Mardikh semblerait alors être un centre administratif ou agricole servant pour le pouvoir perse. Des traces de résidences du IIIe siècle de notre ère et d'un petit monastère datant des siècles suivants ont été mises au jour, après quoi il n'y a plus de trace d'une occupation durable du site.